# Thomas McGuire

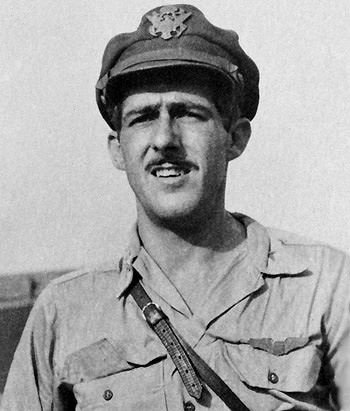
Thomas McGuire (ca. 1944)

Thomas „Mickey“ Buchanan McGuire (* 1. August 1920 in Ridgewood, New Jersey; † 7. Januar 1945 auf Negros, Visayas, Commonwealth der Philippinen) war ein US-amerikanischer Major der United States Army Air Forces. McGuire wurde 1946 postum mit der höchsten amerikanischen Tapferkeitsauszeichnung, der Medal of Honor, ausgezeichnet.

## Leben
Thomas McGuire schloss seine Schulbildung in Sebring in Florida ab und begann danach, an der Georgia School of Technology zu studieren. Noch vor dem Eintritt der USA in den Zweiten Weltkrieg trat er im Juli 1941 auf der MacDill Air Force Base in Georgia in die United States Army Air Force ein und wurde nach seiner Grundausbildung auf den Stützpunkten Randolph und Kelly Field in Texas zum Jagdflieger ausgebildet. Im Februar 1942 wurde er zum Leutnant befördert.
McGuire flog hauptsächlich Lockheed P-38 und erzielte als Angehöriger der Fifth Air Force 38 Luftsiege im Pazifik und damit nur zwei weniger als der erfolgreichste amerikanische Jagdflieger Richard Bong. 1943 wurde er zunächst nach Australien verlegt und von dort aus im Verlauf des Krieges über Neuguinea und Biak auf die Philippinen. Im September 1943 wurde er zum First Lieutenant und bereits im Dezember 1943 zum Captain ernannt. Im Mai 1944 erfolgte die Beförderung zum Major.
Bei einem amerikanischen Luftangriff am 25. und 26. Dezember 1944 schoss er sieben Flugzeuge ab, obwohl seine Einheit teilweise einer dreifachen japanischen Übermacht gegenüberstand und er in einem Fall seine eigenen Waffen aufgrund einer Störung nicht mehr einsetzen konnte; er manövrierte sich danach mit einem feindlichen Flugzeug hinter sich aber so vor seine Kameraden, dass diese das japanische Flugzeug abschießen konnten. Für seinen Einsatz an diesen beiden Tagen wurde er für die Medal of Honor vorgeschlagen und am 8. Mai 1946 ausgezeichnet.
Die Verleihung erlebte McGuire allerdings nicht mehr. Bei einem Luftkampf am 7. Januar 1945 über der philippinischen Insel Negros wurden er und seine Rottenflieger in einen Luftkampf in etwa 200 ft (ca. 60 m) mit japanischen Jagdflugzeugen gezwungen. Bei dem Versuch, hinter eines der japanischen Flugzeuge zu kommen, um einen amerikanischen Piloten zu retten, brachte McGuire sein Flugzeug in einen überzogenen Flugzustand und stürzte ab. Zu diesem Zeitpunkt hatte er die Zusatztanks noch nicht abgeworfen, was die Manövrierfähigkeit seines Flugzeuges reduzierte.
Thomas McGuire wurde auf dem Nationalfriedhof Arlington begraben. Der Luftwaffenstützpunkt Fort Dix Airport in New Jersey wurde ihm zu Ehren in McGuire Field umbenannt.